# Becquigny (Somme)
Becquigny (picardisch: Bècgny) ist eine nordfranzösische Gemeinde mit 116 Einwohnern (Stand 1. Januar 2022) im Département Somme in der Region Hauts-de-France. Die Gemeinde liegt im Arrondissement Montdidier und gehört zum Kanton Roye.

## Geographie
Die Gemeinde liegt fast vollständig südlich am linken Ufer der Avre in der Landschaft Santerre rund acht Kilometer nordöstlich von Montdidier an der Départementsstraße D214E.

## Geschichte
Im Gemeindegebiet wurden gallo-römische Funde aufgedeckt. Becquigny wird erstmals 1119 erwähnt. Der Ort gehörte der Abtei Saint-Corneille in Compiègne. Es bestand eine Templerniederlassung.
Die im Ersten Weltkrieg in Mitleidenschaft gezogene Gemeinde erhielt als Auszeichnung das Croix de guerre 1914–1918.

## Einwohner
| 1962 | 1968 | 1975 | 1982 | 1990 | 1999 | 2006 | 2010 |
| ---- | ---- | ---- | ---- | ---- | ---- | ---- | ---- |
| 141  | 142  | 105  | 103  | 97   | 99   | 104  | 104  |

## Verwaltung
Bürgermeister (maire) ist seit 2001 Denis Souffle.	

## Sehenswürdigkeiten
- Die alte Kirche von Becquigny, 1927 als Monument historique klassifiziert (Base Mérimée PA00116091), mit romanischem Portal.